# Guillaume Haudent
Maistre Guillaume Haudent, Guillaumus Houdens en latin, né au XVe siècle et mort vers 1558, est un poète moraliste français.

## Sa vie
Poète, fabuliste, essayiste mais surtout italianiste et latiniste convaincu (traduisant aussi bien dans les deux sens), cet auteur normand, prêtre et précepteur dans des établissements religieux de Rouen, notamment à la maîtrise de la cathédrale, connut son heure de gloire dans les dix années allant de 1547 à 1557.
On ne sait rien de plus sur sa vie : ni sa date de naissance (fin du XVe siècle ?) ni sa date de décès, mais celle-ci a lieu sûrement après 1557, date de sa dernière publication connue. Aussi il est faux de le faire mourir au XVe siècle comme nombre d’analystes le font encore.

## Œuvres
- Trois cent soixante et six Apologues d’Ésope. trad. en rithme françoise, 2 vols in-8°, Dugord, Rouen, 1547.
- Les Propos fabuleux moralyzez, extraits de plusieurs auteurs, tant grecz que latins, non moins utiles à l’esprit que recreatifz à toutes gens, nouvellement imprimez, B. Rigaud et J. Saugrain, Lyon, 1556.
- Les Cent Premiers Apophthegmes, d'aucuns illustres princes et philosophes, jouxte la traduction latine d'Erasme réduictz en rithme francoyse, Paris, N. Buffet, 1551

## Traductions
- Érasme, Les Faitz et gestes mémorables de plusieurs gens remplis d’une admirable doctrine et condition, in-16, B. Rigaud et J. Saugrain, Lyon, 1557.
- Politien, Silve Rusticus, Rouen, c.1550.
- Le Variable Discours de la vie humaine, nouvellement traduict de latin en rithme françoyse, Paris, N. Buffet, 1545

## Rééditions
Charles Lormier a fourni, dans la collection de la Société des bibliophiles normands, une réédition moderne reproduisant fidèlement textes et figures de l’édition de 1547 avec introduction, table et glossaire, à Rouen, chez Henry Boissel, en 1877. G. Barbier de La Serre a réédité, dans la même collection, le Variable discours de la vie humaine, avec introduction, Rouen, Léon Gy, 1903.

## Extraits disponibles

### Fables: 3 extraits du [1.1]
D’ung corbeau et d’ung renard (Apologues d’Ésope)

Comme un corbeau, plus noir que n’est la poix,

Était au haut d’un arbre quelquefois juché,

Tenant à son bec un fromage, …
- D’ung renard et d’ung bouc (Apologues d’Ésope)

Un fin renard et subtil par nature,

Avec un bouc se trouva ...

D’ung Lyon et d’une Grenouille, fable 170

Par la fable il fault que l’on scache

Que maint homme par son blason

Semble plus hardy que Jason

Qui n’est pour vray qu’une tuache.
Houdent donne, de cette fable illustre, une interprétation différente de celle des autres fabulistes, Ésope, Érasme, Corrozet et même La Fontaine. Il axe la sienne sur le mépris dû à ceux qui se font passer pour plus vaillants qu’ils ne le sont en réalité :

### Essais
Le variable discours de la vie humaine (fragment)

Ô cœur mondain, humaine pensée,

 Trop aveuglée, encor plus insensée,

Sur un appui de petite assurance

Et fort fragile a mis ton espérance ; 

[...]

 Tout ce qui fut, qui est et qui sera,

 A trait de temps son être cessera.

## Sources
- Marquis de Gaillon « Un fabuliste du XVIe siècle. Guillaume Haudent », Bulletin du bibliophile, avril 1859, p. 238-45.
- J.-B. Millet-Saint-Pierre, Guillaume Haudent Poète normand du XVe siècle, Réunion annuelle des délégués des Soc. Savantes, avril 1866, Bibliothèque de l’Université de Lettres de Rouen, 73.000, cote 60668, t.6, no 17.
- Perrine Galand-Hallyn, « La Traduction, par Guillaume Haudent, de la Silve Rusticus de Politien (Rouen, c. 1550) », dans L’Italie et la France dans l’Europe latine de Pétrarque à Descartes », IIe Congrès International de la Société Française d’Études Néo-Latines, Université de Rouen, 10-12 mars 2003, sous la dir. de Marc Deramaix et Ginette Vagenheim, Presses de l’Université de Rouen, p. 325-57.
- Paola Cifarelli, Quelques réflections sur l’utilisation des locutions et proverbes dans les fables ésopiques du XVIe siècle, 119 Corso Machiavelli, 10.078. Verana. Torino. Italie.